# Santa Anita (distrito)
O distrito de Santa Anita é um dos quarenta e três distritos que formam a Província de Lima, pertencente a Região Lima, na zona central do Peru.
Prefeito: José Luis Nole Palomino (2019-2022)

## Transporte
O distrito de Santa Anita é servido pela seguinte rodovia:
- LM-119, que liga o distrito à cidade de Sangallaya
- PE-1S, que liga o distrito à cidade de Tacna (Região de Tacna - Posto La Concordia (Fronteira Chile-Peru) - e a rodovia chilena Ruta CH-5 (Rodovia Pan-Americana)[1][2][3]